# Ziomara Morrison
Pour les articles homonymes, voir Morrison.
Ziomara Morrison, née le 15 février 1989 à Santiago (Chili) est une joueuse chilienne de basket-ball.

## Biographie
En 2012, elle devient la première chilienne à jouer en WNBA, avec les Silver Stars de San Antonio.
En 2020-2021, elle joue avec Nantes et ne peut éviter la relégation du club, mais s'engage l'année suivante avec un autre club français, Roche Vendée, qu'elle décide de quitter début novembre.

## Palmarès
- 3e du championnat d'Amérique du Sud 2013
- Championne du Chili 2019